# Ливеровский, Юрий Алексеевич
Ю́рий Алексе́евич Ливеро́вский (Санкт-Петербург, 3 ноября 1898 — Москва, 25 марта 1983) — российский географ, почвовед-картограф. Заслуженный деятель науки РСФСР (1975). Доктор сельскохозяйственных (1939) и географических (1945) наук, профессор.

## Биография

### Семья
- Отец — Алексей Васильевич Ливеровский, морской врач.
- Мать — Мария Исидоровна, урожденная Борейша, профессор филологии.
- Дядя — Александр Васильевич Ливеровский, доктор технических наук, профессор, министр путей сообщения Временного правительства.
- Брат — Алексей Алексеевич Ливеровский, доктор технических наук, профессор, химик, писатель.

### Образование
После окончания реального училища, в 1917 году поступил в Петроградский политехнический институт, но прервал обучение в 1918 в связи с переездом семьи в Самару. 
В апреле 1919 года вступил в РККА и как специалист-лыжник служил инструктором губернского военкомата по подготовке лыжных отрядов для борьбы с войсками Колчака.
В 1921 г. был откомандирован из РККА для продолжения обучения в Петроградский сельскохозяйственный институт (окончил его в 1926 году под руководством почвоведа академика К. Д. Глинки).
С 1932 года работал в Почвенном институте научным сотрудником. В 1931—1941 гг. руководил почвенными работами в почвоведческих экспедициях АН СССР и СОПС АН СССР в районах Северного Кавказа, Крайнего Севера и Дальнего Востока.
Учился в аспирантуре Почвенного института им. В. В. Докучаева АН СССР (научный руководитель — почвовед-географ академик Л. И. Прасолов). Кандидат геолого-минералогических наук (1935, по совокупности опубликованных работ, посвящённых изучению малоизученных районов Крайнего Севера, Дальнего Востока, Северного Кавказа). Доктор сельскохозяйственных наук (1939, тема диссертации «Почвы Камчатки и дерновый процесс почвообразования»). 
После начала Великой Отечественной войны 1941-1945 гг. — член Комиссии АН СССР по мобилизации ресурсов Урала на нужды обороны, затем - член комиссии АН СССР по геолого-географическому обслуживанию Советской Армии.
В 1945 году по совокупности заслуг стал доктором географических наук. 
В 1947 году вступил в КПСС. В 1949 году ему было присуждено ученое звание профессора.
В 1949—1953 — заведующий кафедрой географии и картографии почв, в 1954—1983 — профессор кафедры географии почв и геохимии ландшафтов географического факультета Московского государственного университета. Читал курсы лекций: «Почвоведение и география почв», «Почвы СССР». В 1949—1954 годах по совместительству занимал должность заместителя директора по научной работе Почвенного института АН СССР. Подготовил более 20 кандидатов и четырёх докторов наук.

В его научной биографии сфера научных интересов учёного характеризуется следующим образом: 

Генезис, география и картография почв, рациональное использование и охрана почв. Обосновал наличие бурых лесных почв, а также своеобразных черноземовидных почв на Дальнем Востоке. Впервые описал почвы на вулканических пеплах Камчатки. Занимаясь вопросами генезиса и географии горных почв, ввел понятие «горной зональности», включающее в себя географические явления не только собственно гор, но и подгорных равнин. Разрабатывал вопросы, касающиеся использования аэрометодов в картографировании почв, а также общефилософские вопросы науки и её истории.

Почётный член центрального Совета Всероссийского общества охраны природы. Член Межведомственной комиссии ВАСХНИЛ по проблеме Севера. Почётный член Всесоюзного общества почвоведов. Член комиссии Государственного комитета Совета Министров СССР по решению вопроса сохранения и рационального использования природных ресурсов озера Байкал.

## Увлечения и хобби
- собаководство (участвовал в составлении первых стандартов охотничьих лаек, проводил их экспертизу на выставках в Ленинграде и Вологде, опубликовал ряд статей)[1], охота[1].
- Занимался литературным творчеством, в котором нашла отражение его научная деятельность. Автор ряда стихотворений и охотничьих рассказов[1]. Посмертно был опубликован сборник его стихов «Предзимки» (1984).

## Награды
- Орден Трудового Красного Знамени.
- Лауреат премии АН СССР им. В. В. Докучаева.
- Заслуженный деятель науки РСФСР (1975).

## Публикации
Автор около 150 научных работ:
- Ливеровский Ю. А. Творческий путь академика К. Д. Глинки // Почвоведение. 1948. № 6. С. 382—394.
- Ливеровский Ю. А. Природа южной половины советского Дальнего Востока (1949, в соавторстве с  Б. П. Колесниковым).
- Ливеровский Ю. А. Почвы равнин Камчатского полуострова (1959).
- Ливеровский Ю. А. Почвы СССР (1974).
- Ливеровский Ю. А. Проблемы генезиса и географии почв (1987).